# Frida Westman
Frida Anny Maria Westman (* 10. Januar 2001 in Örnsköldsvik) ist eine schwedische Skispringerin.

## Werdegang
Frida Westman startet für IF Friska Viljor. Sie debütierte am 11. und 12. März 2016 in Harrachov im FIS Cup, wo sie einmal Platz 20 belegte und einmal disqualifiziert wurde. Ein halbes Jahr später startete Westman am 10. September 2016 im Rahmen eines Wettbewerbs in Lillehammer zum ersten Mal im Continental Cup. Hier erreichte sie den 30. Platz und holte damit ihren ersten Continental-Cup-Punkt. Seitdem startete sie weitere Male in FIS- und Continental-Cup. Ihre beste Platzierung im Continental Cup bisher ist ein fünfter Platz im September 2021 in Oslo.
Bei den Schwedischen Meisterschaften 2017 in Falun im Januar 2017 gewann Westman die Goldmedaille.
Bei den Weltmeisterschaften 2021 in Oberstdorf wurde sie 35. von der Normalschanze. Im Weltcup startete sie erstmals am 26. November 2021 im russischen Nischni Tagil und konnte dort als Zwanzigste auf Anhieb in die Punkteränge springen.A m 30. Januar 2022 erreichte sie mit dem siebten Platz in Willingen erstmals eine Top-Ten-Platzierung. Diese stellt auch ihre bisherige Bestleistung dar.
Bei den Olympischen Winterspielen 2022 in Peking belegte sie den 16. Rang im Einzelwettbewerb auf der Normalschanze. Westman war hier auch die erste Person aus Schweden seit ihrem Vater Magnus im Jahr 1994, die am olympischen Skispringen teilnahm.
Zum Auftakt der Weltcupsaison 2022/23 in Wisła feierte sie mit Rang drei im zweiten Einzelwettbewerb ihren ersten Podestplatz im Weltcup.
Nachdem Westman bereits in den Jahren 2017 und 2018 Kreuzbandrisse erlitten hatte, zog sie sich im November 2022 eine Meniskusverletzung zu, weshalb sie einen Großteil der Saison verpasste. Im Sommer 2023 zog sie sich erneut einen Kreuzbandriss zu, durch den sie auch die Saison 2023/24 verpasste. Bei der Nordischen Ski-WM 2025 nahm Westman danach erstmals wieder an Wettkämpfen teil.

## Statistik

### Weltcup-Platzierungen
| Saison  | Platz | Punkte |
| ------- | ----- | ------ |
| 2021/22 | 013.  | 358    |
| 2022/23 | 033.  | 117    |

### Continental-Cup-Platzierungen
| Saison  | Sommer | Sommer | Winter | Winter | Gesamt | Gesamt |
| Saison  | Platz  | Punkte | Platz  | Punkte | Platz  | Punkte |
| ------- | ------ | ------ | ------ | ------ | ------ | ------ |
| 2016/17 | 053.   | 001    |        |        | 066.   | 001    |
| 2017/18 | 023.   | 030    |        |        | 054.   | 030    |
| 2019/20 |        |        | 034.   | 029    | 074.   | 029    |
| 2022/23 | 007.   | 140    |        |        | 023.   | 140    |